# Jordanoleiopus mocquerysi
Jordanoleiopus mocquerysi es una especie de escarabajo longicornio del género Jordanoleiopus, tribu Acanthocinini, familia Cerambycidae. Fue descrita científicamente por Jordan en 1894.

## Distribución
Se distribuye por Camerún, Gabón, Guinea Ecuatorial y República del Congo.

## Descripción
La especie mide 7-9 milímetros de longitud. El período de vuelo ocurre en el mes de enero.